# Гланды обезьянки
«Гла́нды обезья́нки» (англ. Monkey Gland; дословный перевод — «Железа обезьяны») — алкогольный коктейль, смешиваемый из джина, апельсинового сока, абсента и гренадина. Классифицируется как коктейль на весь день (англ. All day cocktail). Входит в число официальных коктейлей Международной ассоциации барменов, категория «Незабываемые» (англ. Unforgettables).

## История
Коктейль появился в 1920-е годы и своё название получил благодаря позднее не нашедшей подтверждения методике «омоложения», предложенной доктором Вороновым, — пересадке семенных желёз обезьян стареющим мужчинам. На авторство претендуют Гарри Мак-Элхон, владелец парижского бара Harry’s New York Bar, и Фрэнк Мейер, первый главный бармен парижского отеля «Риц». Мак-Элхон опубликовал рецепт коктейля в 1927 в книге Barflies and Cocktails, рецепт Мейера появился в печати пять лет спустя, в 1933 году, в книге The Artistry of Mixing Drinks.

## Рецепт и вариации
Оригинальный рецепт коктейля, приведённый в публикациях Мак-Элхона и Мейера, требует равного соотношения долей джина и апельсинового сока. В официальном рецепте Международной ассоциации барменов для приготовления нужно 50 мл джина, 30 мл апельсинового сока и по 2 капли абсента и гренадина. Ингредиенты смешиваются в шейкере и сцеживаются в охлаждённую коктейльную рюмку.
Соотношение основных компонентов может варьироваться от равных долей до троекратного количества джина. Вместо абсента и гренадина можно использовать анисовую настойку и любой другой сладкий сироп соответственно. Гарнир, как правило, не требуется.